# Cantone di Radon
Il Cantone di Radon è una divisione amministrativa dell'Arrondissement di Alençon e dell'Arrondissement di Mortagne-au-Perche.
È stato costituito a seguito della riforma approvata con decreto del 25 febbraio 2014, che ha avuto attuazione dopo le elezioni dipartimentali del 2015.

## Composizione
Comprende i 39 comuni di:
- Aunay-les-Bois
- Barville
- Brullemail
- Buré
- Bures
- Bursard
- Le Chalange
- Coulonges-sur-Sarthe
- Courtomer
- Essay
- Ferrières-la-Verrerie
- Forges
- Gâprée
- Hauterive
- Laleu
- Larré
- Marchemaisons
- Le Mêle-sur-Sarthe
- Le Ménil-Broût
- Ménil-Erreux
- Le Ménil-Guyon
- Montchevrel
- Neuilly-le-Bisson
- Le Plantis
- Radon
- Saint-Agnan-sur-Sarthe
- Saint-Aubin-d'Appenai
- Saint-Germain-le-Vieux
- Saint-Julien-sur-Sarthe
- Saint-Léger-sur-Sarthe
- Saint-Léonard-des-Parcs
- Saint-Quentin-de-Blavou
- Sainte-Scolasse-sur-Sarthe
- Semallé
- Tellières-le-Plessis
- Trémont
- Les Ventes-de-Bourse
- Vidai
- Vingt-Hanaps